# Cantonul Sainte-Livrade-sur-Lot
Cantonul Sainte-Livrade-sur-Lot este un canton din arondismentul Villeneuve-sur-Lot, departamentul Lot-et-Garonne, regiunea Aquitania, Franța.

## Comune
- Allez-et-Cazeneuve
- Dolmayrac
- Sainte-Livrade-sur-Lot (reședință)
- Le Temple-sur-Lot